# Catedral Nacional de Bucarest
La Catedral Nacional de Bucarest (en romanès: Catedrala Națională din București), també coneguda com la Catedral de la Salvació del Poble (romanès: Catedrala Mântuirii Neamului), és una catedral ortodoxa en construcció a Bucarest per servir com a catedral patriarcal de l'església ortodoxa romanesa. Es troba al centre de Bucarest al turó de Spirea (plaça Arsenal), davant del mateix pati que el Palau del Parlament, que és l'edifici més pesat del món, la catedral té una dècima part del seu pes. Situat darrere del Palau del Parlament, el farà 50 metres més alt que el Palau i contribuirà a convertir la catedral en un punt emblemàtic de la ciutat. La Catedral de la Salvació del Poble es troba a 86,2 metres sobre el nivell del mar i a 135 metres d'alçada (de terra a la creu). Manté una posició dominant en el paisatge urbà de Bucarest i és visible des de totes les aproximacions a la ciutat.
És l'edifici de l'església ortodoxa oriental més alt i més gran per volum, i àrea, del món. La Catedral de la Salvació del Poble tindrà la col·lecció més gran de mosaics d'esglésies del món (decoració interior) quan es completi, amb uns 25.000 metres quadrats, inclòs el mosaic de l'altar és d'uns 3.000 metres quadrats. El mosaic de la catedral nacional conté vidres fets a Venècia i Florència, a més de Marbre de Carrara. A més, la Catedral de la Salvació del Poble té l'iconòstasi ortodox més gran del món (23,8 metres de llargada i 17,1 metres d'alçada) i la campana d'església que es mou més lliure del món.
La catedral està dedicada a l'Ascensió de Crist, que a Romania se celebra com el Dia dels Herois, i a Sant Andreu Apòstol, protector de Romania. La catedral va ser consagrada el 25 de novembre de 2018 pel Patriarca de Constantinoble Bartomeu I, el patriarca Daniel de Romania i el metropolita Chrysostomos de Patras de l'Església Ortodoxa Grega. El mateix dia de la consagració, va tenir lloc el primer servei eclesiàstic de la catedral, dirigit tant pel patriarca Bartomeu com pel patriarca Daniel. La primera festa patronal de la Catedral de la Salvació del Poble es va celebrar el 30 de novembre, el dia de Sant Andreu el Primer Cridat, i la litúrgia va ser oficiada pel patriarca Teòfil III de Jerusalem i el patriarca Daniel de Romania. El primer Te Deum de la catedral es va celebrar l'1 de desembre de 2018.

## Dades destacables
La Catedral de la Salvació del Poble destaca per:
- és la catedral amb cúpula més alta del món (135 m quan es completa; 127 m en aquest moment). És el tercer edifici d'església amb cúpula més alt del món i també es convertirà en el 10è edifici d'església més alt del món quan es completi.[4][31][32]
- té l'impenetrat més alt (sense òcul) de cúpula en el món (104 m - a l'interior). També té la cúpula més alta a l'exterior: 121 m sense el fanal i la creu.[33][34][35]
- tindrà la col·lecció de mosaics (decoració interior) més gran del món quan es completi (~ 25.000 m²).[13][14]
- té la campana d'església que es mou més lliure del món (25,2 tones).[36]
- té la Iconòstasi més gran del món (407 m²).[19]
- ha acollit el major nombre de líders religiosos (el Papa, el Patriarca de Constantinoble, el Patriarca Ortodox de Jerusalem i el Patriarca de l'Església Ortodoxa Romanesa) entre tots els edificis d'esglésies del món.[37][26][28]
- és el més gran per volum (323.000 m3) i la zona (5.000 m ² - interior), el més alt (135 m) i més llarg (126 m) edifici de l'església ortodoxa al món. També és un dels edificis d'església més grans del món.[38][6][39]
- té la nau d'una església ortodoxa més alta (44 m), més ampla (25,2 m) i més llarga del món. És el 2n més ample i el 8è més alt de totes les naus del món (només 2 metres més baix que la nau de la basílica de Sant Pere, que és la segona nau més alta del món).[33][40][41]

## Història
La idea d'una catedral nacional va sorgir per primera vegada després de la Guerra d'independència de Romania (1877–1878), que es va combatre principalment entre l'Imperi Rus i l'Imperi Otomà. l'església havia de simbolitzar la victòria dels cristians ortodoxos sobre els musulmans otomans. La idea es va deixar de banda per falta de consens sobre disseny, ubicació i finançament. La unificació dels principats romanesos el 1859 va comportar una organització unitària de les estructures eclesiàstiques a Moldàvia i Valàquia dins del Sant Sínode (1872), per la qual cosa l'assemblea de jerarques va augmentar a 12 membres, incloent-hi: el Primat Metropolità (president), el Metropolità de Moldàvia i els seus bisbes sufragans de Râmnic, Buzău, Argeș, Roman, Huși i el baix Danubi (Galați) i un bisbe vicari auxiliar per a cada diòcesi. L'antiga catedral metropolitana s'havia demostrat superpoblada, especialment durant les festes nacionals, com la Proclamació del Regne de Romania i la coronació del rei Carles I de Romania (10 de maig de 1881), quan cap de les cent esglésies de Bucarest van poder rebre aquells que haurien volgut participar en el servei oficial. Per tant, a voluntat del rei Carol I, l'Assemblea de Diputats i el Senat de Romania van votar a favor de la llei núm. 1750 sobre la construcció de l'església catedralícia de Bucarest, promulgada pel rei Carol I el 5 de juny de 1884.
El 10 de maig de 1920, el rei Ferran I de Romania va enviar una carta reial a l'arquebisbe Miron Cristea, el primer metropolità - primat de la Gran Romania, donant suport al projecte, però això no va tenir cap efecte. El 1925, després que l'església ortodoxa romanesa es convertís en un patriarcat independent, el metropolità Cristea, ara recentment entronitzat com a primer Patriarca de tot Romania, va suggerir el Parc Carol I com a lloc, però es va triar la Piața Unirii (plaça Unirii). Allà, el 1929, es va aixecar una creu de calvari. La manca de fons va suposar que la construcció s'ajornés i posteriorment s'oblidés. El procés es va aturar a causa de la crisi econòmica, la Segona Guerra Mundial, i després la instauració de la República Socialista de Romania.
Teoctist de Bucarest va ser qui va llançar de nou el projecte de construcció d'una catedral nacional, santificant en aquest sentit una creu el 5 de febrer de 1999 com a pedra angular de la futura catedral, al lloc de la plaça Unirii que abans havia estat santificat pel patriarca Miron Cristea. Mentrestant, hi havia hagut un esdeveniment que va marcar una època, que va ser la visita de Joan Pau II a Romania (7-9 de maig de 1999).
El 16 de febrer de 2005, l'Ajuntament de Bucarest va proposar al Patriarcat com «el lloc més adequat per estar disponible» per a l'estructura, que era el turó de l'Arsenal, considerat el lloc més alt de Bucarest. Després de l'aprovació del patriarcat, el Govern de Romania va promoure l'ordenança núm. 19/17 de març de 2005 per a la construcció de la catedral de la salvació del poble. Aleshores la Cambra dels Diputats de Romania va votar per cedir l'obra de construcció de 110.000 m ² al patriarcat romanès mitjançant el protocol del 13 de febrer de 2006. Es va recomanar el turó Arsenal després de proposar altres tres ubicacions en diferents etapes (Piața Unirii 1999, Plaça Alba Iulia 2001, Parc Carol I 2004). Tres esglésies van ser enderrocades (Alba Postăvari, Spirea Veche i Izvorul Tămăduirii), i dues esglésies han estat traduïdes (Schitul Maicilor i Mihai Vodă) pel règim comunista per construir el Palau del Parlament (en romanès: Palatul Parlamentului), anteriorment conegut com la Casa del Poble (enromanès: Casa Poporului). La pedra angular per a la construcció de la catedral de salvació del poble va ser santificada el 29 de novembre de 2007, sent oficiada per Daniel de Romania, el sisè patriarca de l'església ortodoxa romanesa.
La construcció es va iniciar el 2010 i, després de gairebé una dècada de construcció, la catedral es va consagrar el 25 de novembre de 2018. La consagració es va celebrar en presència de 100 sacerdots, inclosos 60 bisbes. Els convidats especials van ser el Patriarca de Constantinoble Bartomeu I i el metropolità Chrysostomos de Patres. Aproximadament 55.000 persones van assistir a la Divina Litúrgia que va tenir lloc a l'interior de la catedral just després de la seva consagració.

### Vacances dedicades
L'Ascensió de Déu és la primera celebració del dia, perquè també és el dia dels herois romanesos de tots els temps i de tots els llocs, i la segona és la celebració del Sant Apòstol Andreu el primer anomenat, Protector de Romania. El patriarca Daniel va dir sobre la primera celebració: "L'homenatge a la memòria dels herois romanesos durant la Primera Guerra Mundial, que van lluitar per la llibertat, la unitat i la dignitat nacional, ha de ser avui una font d'inspiració i renovació per als patriotes romanesos. Per això, la principal dedicació de la Catedral de Salvació del Poble és l'Ascensió del Senyor quan celebrem el Dia dels Herois. Així, a més de la necessitat pràctica de la futura catedral nacional, aquest és també un símbol espiritual nacional, dedicat al culte dels qui s'han sacrificat per la defensa de la pàtria i la fe ancestral ortodoxa i per la llibertat del poble romanès". El patriarca Daniel va dir sobre la segona celebració: "Aquest edifici serà un símbol de la unitat nacional perquè la festa de Sant Apòstol Andreu, que es va celebrar el dia abans de la Diada Nacional de l'1 de desembre, demostra que la unitat nacional s'ha establert amb nosaltres als romanesos fonamentalment en la unitat espiritual, en la unitat de fe, pensament i sentiment. La nostra església va contribuir enormement al desenvolupament del romanès i la cultura romaneses".

### Construcció
El 28 de desembre de 2009, el Patriarcat Romanès va llançar una licitació per a la selecció del projecte de la Catedral de la Salvació del Poble. La proposta de projecte ha d'incloure l'estudi de viabilitat (SF) i la documentació tècnica de la llicència d'obres (DTAC). El termini de presentació de la documentació acompanyada del disseny de la maqueta proposada es va fixar per al 31 de maig de 2010. Al juny, la Comissió Patriarcal de Coordinació i Verificació d'Obres de Disseny, juntament amb les Subcomissions Tècniques d'avaluació de les especialitats d'arquitectura, resiliència i dotacions, van analitzar els projectes presentats i van determinar les puntuacions obtingudes pels participants. Posteriorment, entre el 30 de juny i l'1 de juliol de 2010, es va reunir al Palau Patriarcal la comissió d'avaluació final del projecte presidida pel Patriarca Daniel. SC WANEL EXIM SRL (Bacău) va ser declarat guanyador.
El 10 de desembre de 2010 es va iniciar la construcció de la catedral. El mur de la catedral des de fora cap a dins té l'estructura següent: maons buits, reforços flexibles (barres metàl·liques), estructura metàl·lica rígida (reforç de xapes soldades), reforços flexibles i maons massissos. Per a la Catedral de Salvació del Poble es van utilitzar 6.200 metres cúbics de maons sòlids produïts a Câmpulung Muscel i 7.800 metres cúbics de maons buits produïts a Târgu Jiu. Per als maons sòlids, es feia servir argila del turó Grui, prop de Câmpulung Muscel. El pes total dels maons utilitzats per a la Catedral de la Salvació del Poble és de 22.000 tones. Els maons utilitzats són absorbents, de manera que amb l'aplicació de la primera capa de guix, a causa de la porositat del maó, hi ha adherència entre la capa de morter i el maó. Quan es colpegen els maons, fan sonar un vidre.
L'eficiència energètica està assegurada per les massives parets de resistència i el maó que s'utilitzen a l'interior i a l'exterior. La catedral està dissenyada per suportar terratrèmols de 9 a l'Escala de Richter. El pla del complex catedralici inclou un edifici catedralici; sota l'edifici de la catedral, una sopa amb capacitat per a 1.000; dos hotels; i aparcament per a uns 500 cotxes.
Segons l'església ortodoxa romanesa, la catedral hauria de rebre el toc final, la pintura, el 2025. La capella de la catedral es va construir el 2011, exclusivament a partir de patrocinis. En aquesta capella hi ha serveis litúrgics per a les bones obres de la catedral de la salvació del poble, per als treballadors, però també per als fundadors i donants. A la capella hi ha una còpia de la icona aquiropoieta de la Mare de Déu (Prodromiţa) del romanès Skete Prodromos al mont Atos. A més, aquí teniu el reliquiari amb les relíquies de Joan Crisòstom, el 37è arquebisbe de Constantinoble.

## Arquitectura
El disseny de la nova catedral va ser debatut per partits com el Senat de Romania i l'alcalde de Bucarest. El disseny guanyador incloïa elements de detalls arquitectònics de totes les províncies i territoris romanesos en una zona que faria del complex catedralici un dels llocs religiosos més grans del món. La catedral està prevista per a més de 20.000 persones a l'edifici principal de la catedral i a les galeries subterrànies. Un total de 7.000 fidels poden assistir a la santa litúrgia alhora, amb un cor de 1.000 membres, un clergat i 6.000 pelegrins a l'edifici principal de la catedral. La capella subterrània pot acollir 5.000 pelegrins i la galeria subterrània de la cova de Sant Andreu pot acollir més de 10.000 pelegrins. En el conjunt del complex es podrien allotjar 125.000 visitants en una superfície d'11 hectàrees. La catedral principal tindrà 6.050 m ² (planta nau) i 8.400 m² amb escala. El pla de la catedral és de 126 metres llarg, 68 metres ample i 135 metres (nivell del sòl) d'alçada. L'edifici principal té una elevació de 6,8 metres amb la superfície del soterrani que s'estén fins als 17 metres per sota del nivell del sòl. La superfície soterrani que s'estén per sota del nivell del sòl té 7.200 metres quadrats.
Al gener de 2018, el Patriarcat va sol·licitar carteres amb mosaics fets per pintors de tota Romania, al llarg de les seves carreres, el guanyador farà el mosaic de la catedral nacional. Va guanyar l'iconògraf Daniel Codrescu i, juntament amb el seu equip, va començar a treballar al febrer. l'equip compta amb unes 60 persones, la majoria són especialistes en iconografia i mosaics i alguns aprenents. Treballem al taller i a l'obra. Després de fer, pintar i escollir el model de les tessel·les per Daniel Codrescu, es van enviar els dibuixos al patriarcat romanès per a la seva aprovació, després una part de l'equip fa el mosaic amb milions de tessel·les segons els dibuixos, i finalment la resta de l'equip munta el mosaic a la paret.
Juntament amb el Palau del Parlament, l'Acadèmia Romanesa, el Ministeri de Defensa Nacional, la catedral es pot veure com un eix vertical o un pal d'unió per a aquests edificis en un conjunt urbà unitari i representatiu. A més, la catedral situada al turó de Spirea (plaça Arsenal) prop del Ministeri de Defensa Nacional, es pot considerar la catedral dels herois romanesos de tots els temps, que es van sacrificar per la defensa de la pàtria.

### Mosaics de la catedral
Segons el pla iconogràfic, els mosaics de la catedral mostren la base històrica de l'Església Ortodoxa, per tant, la iconografia de la catedral inclou: l'Església de l'Edat Apostòlica representada per la representació dels dotze apòstols, l'Església de l'Edat Patristica de els sants pares de les esglésies grega, siríaca, llatina i eslava i l'església ortodoxa romanesa antiga i contemporània. A més dels sants de l'església universal, a les parets de la catedral hi haurà representats els grans sants de la nació romanesa. A més, alguns espais a l'interior de la catedral estaran dedicats als sants confessors de les presons comunistes romaneses, com els sacerdots Stăniloae, Sofian Boghiu, Cleopa, Partenie Gherasim i altres. El mosaic de la catedral es realitza segons la tradició hesicàstica i a l'arquitectura neobizantina. L'arquitectura de la catedral és una síntesi entre la tradició i la contemporaneïtat, a través d'elements arquitectònics nacionals com porxos de Brancovenesc porxos, torres de Transislvània i ocnites moldaves.
Per al mosaic de la Catedral de la Salvació del Poble, s'utilitza principalment vidre fabricat a Venècia i pedra de Carrara. Per completar el vidre fabricat a Venècia, també s'utilitza el vidre fabricat a Florència. El cristall de Murano és processada per la fosa veneciana Orsoni, que produeixen els mosaïcs de 24K d'or, or bufat i vidre venecià de més de 3.500 colors. El vidre Orsoni es va utilitzar en la decoració de la basílica de Sant Marc, la Sagrada Família o la basílica de Washington. La pedra de Carrara es va fer servir en moltes escultures del Renaixement, com la Pietà de Miquel Àngel, i en la tècnica del mosaic. El vidre d'or es va triar pel got de la basílica de Sant Marc, ja que tenia un color més clar. El vidre de Murano d'Orsoni Venezia es va triar per restaurar la basílica de Sant Marc, la mateixa empresa que subministrava el vidre a la catedral de la salvació del poble.
Les tessel·les són de vidre de colors. Els vidres daurats, al costat de la paret, són de color verd-blau, per reflectir millor la llum del costat daurat, de l'espectador. Primer, es dibuixaven les figures i després es pintaven "al mirall" sobre un suport de paper i sobre elles es va muntar el mosaic, amb la capa daurada cap a l'interior, cap al suport pintat. Després d'aplicar la pintura de mosaic a la paret i netejar el suport de paper sobre el qual s'havia muntat al mirall, el mosaic roman muntat amb la part daurada de les tessel·les cap a l'espectador. Per fer un metre quadrat de mosaic, s'uneixen unes 10.000 tessel·les, aplicades amb un adhesiu a base de ciment.

### Nau
La nau adovellada arriba a una alçada interior de 44 metres, essent l'església ortodoxa amb la nau interior més alta i entre les més altes del món. Amb una amplada de nau de 25,2 metres La Catedral de Salvació del Poble és l'edifici de l'església amb la segona nau més ampla del món després de la basílica de Sant Pere de la Ciutat del Vaticà (27 m). Santa Sofia a Istanbul té una extensió més gran (paret a paret - 31 m), però no té una nau en sentit estricte. La sala principal de la catedral té 79,8 m (columnata-altar) amb 65,1 m (absis).
Si la porta principal de la catedral i la porta de la iconostasi estan obertes, una persona que es troba a l'entrada (columnata) veu la taula de l'altar a 105 m i si es troba al mig de la naos (la zona de la cúpula), des del terra també a 105 m es veu el sostre de la cúpula (Pantocràtor).
El terra de la catedral es cobrirà amb marbre de Rușchița, el millor marbre de Romania. Aquest marbre s'ha utilitzat en molts edificis famosos: edifici del Parlament romanès, catedral de Milà, edifici del parlament hongarès, Istana Nurul Iman, etc. l'àguila de l'oficina oval de la Casa Blanca, un dels símbols americans, és de marbre blanc de Rușchița. Rușchița és el jaciment de marbre més reconegut de Romania. La pedrera es troba al comtat de Caraș-Severin, al sud de les muntanyes de Poiana Ruscă. El marbre de Rușchița es processa posteriorment a Simeria, on es fabrica el producte final. Els models de marbre que s'utilitzen principalment per a la catedral són Rușchița Classico i Rușchița Champagne. El Rușchița Classico té un color blanc-groc i el Champagne Rușchița té un color blanc-rosat. A l'interior de la catedral s'utilitza marbre de Rușchița de fins a 4 metres d'alçada, i el marbre per als graons d'accés a la catedral en té 7 gruix de cm.
Marbre de Vratsa de Bulgària, s'utilitza fora de la catedral fins a 7 metres d'alçada. La pedra Vratsa també s'utilitza per a marcs de portes i finestres, per a la duresa de la pedra. Per a les decoracions interiors de la nau i l'altar s'utilitza marbre de Carrara. S'extreu de les muntanyes dels Alps Apuans a la província de Massa i Carrara, a prop de la ciutat de Carrara, a la regió de la Toscana, Itàlia. El marbre de Carrara és un tipus de marbre popular per utilitzar-se en la decoració d'edificis. El marbre de Carrara es va utilitzar per a alguns dels edificis més notables de l'antiga Roma, com el Panteó, i altres construccions notables com la catedral de Siena, el Palau Legislatiu de l'Uruguai, les cambres de Glasgow City, Finlandia Hall, Akshardham (Nova Delhi) etc.
La Catedral Nacional té 28 portes de bronze amb representacions iconogràfiques. Algunes portes de bronze tenen una amplada de 2,7 metres amb una alçada de 5 metres, i altres portes de bronze tenen una amplada de 2,7 metres amb una alçada de 6,35 metres a l'arc. Una sola porta té 4 tones. Aquests estan coordinats per un sistema informàtic que controla l'obertura automàtica de les portes en cas d'alarma. Strassacker va fer les portes a Süßen. La mateixa companyia també va fer les creus de bronze a les torres. Inicialment, es van contactar amb sis empreses d'Àustria i sis d'Alemanya i finalment es va triar l'empresa de Süßen. Els baixos relleus dels sants són de mida natural. A les portes de la catedral hi ha representats més de 50 sants. A l'entrada de les portes principals hi ha la Mare de Déu i el Salvador Jesucrist. A les portes hi ha representats màrtirs, jerarques, inclosos més de vint sants romanesos. El 2017, el patriarca Daniel va dir que la catedral pertany a tots els sants romanesos de totes les parts del país.
La Catedral de Salvació del Poble té un total de 392 finestres. Les finestres de la catedral es fabriquen a Ploiești i es tracten electroquímicament mitjançant anodització.

### Cúpula
Amb una alçada total de 135 m (creu de terra), es convertirà en la tercera església amb cúpula més alta del món, després de la Basílica de Nostra Senyora de la Pau i la Basílica de Sant Pere. També amb 127,1 metres, té la segona cúpula superior més alta sense la creu del món, després de la cúpula de la basílica de Sant Pere. La part de formigó de la cúpula a 106,2 metres va acabar el 24 de maig de 2019. La cúpula del Pantocrator Cupola Christ a 105,4 m d'alçada del terra de la catedral de la salvació del poble, supera la cúpula d'alçada interior de la basílica de Sant Pere, que té 101,8 m del terra de la basílica.
A la base, el diàmetre de la cúpula és de 16,8 m a l'interior i 18,4 m a l'exterior (formigó) i la forma és d'un hemisferi perfecte. La cúpula del mirador (mirador per als visitants a 97,8 m d'alçada del terra) entre columnates té un diàmetre de 29,4 mi una circumferència aproximada de 93 m.
La làmina del sostre és d'aliatge CuAl5, on el coure té un 90% (99,99% de puresa) i un 10% de bronze d'alumini (color daurat) i es va fabricar al comtat d'Argeș.

### Iconòstasi
L'iconostasi de la Catedral de la Salvació del Poble, amb la mida de 23,8 metres de longitud i 17,1 metres d'alçada, és el iconòstasi ortodox més gran del món. La iconostasi està feta de formigó armat amb un gruix d'1,26 metres. Té una superfície de 407 metres quadrats, està cobert amb més de 4 milions de tessel·les de mosaic i pesa 8 tones i amb l'adhesiu de 10 tones. La iconostasi es cobrirà amb mosaic a banda i banda, amb més de 800 metres quadrats de mosaics.
Per a la realització de la iconostasi de la catedral de Bucarest, un equip de més de 45 especialistes en mosaics i frescos va treballar durant 10 mesos. El líder d'aquest equip era l'iconògraf Daniel Codrescu. Originalment, l'equip havia pensat en marcs de marbre per a cada icona gran, però com que el pes del material podria haver afectat l'estructura de la resistència de la iconòstasi, la idea va ser abandonada. Aquest iconòstasi està format íntegrament de mosaic i fresc d'estil romà d'Orient. l'equip implicat en el projecte es va dividir en dos grups: el primer es va dedicar a la realització dels mosaics al taller i el segon a col·locar-los a la pedra. Una font d'inspiració van ser els famosos mosaics de Ravenna, representats per la basílica de San Vitale. L'iconògraf Daniel Codrescu va dir: "Tot es treballa en els més mínims detalls. L'equip va intentar portar la realització a un altre nivell de grandesa. Amb l'ajut de Déu, aquesta monumental obra és un regal per al Centenari de Romania. Aquest iconòstasi és el resum del regne dels cels".
Iconòstasis té 45 icones col·locades en quatre registres. El primer registre té 6 icones reials, el segon registre té 13 icones amb festes reials, el tercer registre té la icona de la Santíssima Trinitat (centre) i els dotze apòstols, i el quart registre té Theotokos (centre) i els dotze profetes de l'Antic Testament. A les quatre portes laterals hi ha els quatre arcàngels i a la porta reial hi ha l'Anunciació i els quatre evangelistes. Les icones reials tenen unes dimensions de 2,15 metres d'amplada amb 3,75 metres d'alçada i una superfície de 8 metres quadrats. Totes les icones de l'iconòstasi tenen un total de 130 retrats. La creu des de la part superior de l'iconòstasi amb una alçada de 4,5 metres es completa el 2019.
 
Normalment, a l'iconòstasi hi ha quatre icones reials, però aquí en tenim sis, cosa que ens ha ajudat a representar les dues festes patronals, "Ascensió del Senyor" i "Sant apòstol Andreu". A l'esquerra hi ha les icones de Sant Nicolau i Sant Joan Baptista, dos dels sants més estimats de l'espai romanès. Com a peculiaritat, en el registre dels Sants Apòstols es representa la Santíssima Trinitat, que en aquest cas ocupa el lloc del Jutge Dret. Aquest últim ha estat traslladat a la icona reial del Salvador Jesucrist. Juntament amb la icona de Theotokos i Sant Joan Baptista se simbolitza la icona Deesis. El Patriarca Daniel va escollir la Santíssima Trinitat per emfatitzar la cita de les Escriptures que diu: "Aneu, ensenyeu totes les nacions, batejant-les en el nom del Pare, del Fill i de l'Esperit Sant" (Mateu 28:19). Els Sants Apòstols prediquen l'ensenyament de la Santíssima Trinitat, sent els representants que bategen les nacions.

### Altar
El 7 de maig de 2019, va completar la icona de Mare de Déu Platytera (gr: Πλατυτέρα των Ουρανών) a la cargola de l'absis de l'altar. És el mosaic més gran de Theotokos del món, amb 16 metres d'alçada i 150 metres quadrats. La idea que va començar, és el mosaic Theotokos de Santa Sofia, però de mida més gran que aquesta. Després de la conversió de Santa Sofia a mesquita, el coordinador de l'equip d'iconògrafs Daniel Codrescu va expressar el seu desig que el Theotokos de la catedral nacional de Bucarest substituís simbòlicament el Theotokos de Constantinoble. És una síntesi "segons l'ànima romanesa" amb elements de diverses icones conegudes, va explicar Daniel Codrescu. Per fer el mosaic de Platytera, es van utilitzar un milió de peces de mosaic. Per al mantell de la Mare de Déu, es van utilitzar nou colors vermells diferents. Sota els platòters de Theotokos hi ha nou finestres per on entra la llum, com les nou odes bíbliques, emfatitzant la descripció de la reina dels cels.
La icona de Theotokos Platytera està envoltada pels arcàngels Miquel i Gabriel, cadascun d'ells de 13 metres d'alçada amb 5 d'amplada i les ales de 10 metres de llargada. El juny de 2020, es va completar el mosaic de l'altar absidal de la catedral de la Salvació del Poble, amb 950 metres quadrats. Els registres inferiors de l'altar, sota la icona Platytera, són tres. El registre superior conté el Tabernacle de la Congregació, que era una prefiguració de la Mare de Déu a l'Antic Testament, el registre mitjà conté l'establiment del Nou Testament mitjançant la participació dels apòstols i el registre més baix està dedicat al sant romanès. jerarques.

### Pati
Els edificis adjacents proporcionaran allotjament als pelegrins, activitats pastorals, culturals, socials i mèdiques de l'església. El pati de la catedral té quatre annexos: la casa de Sant Andreu per a pelegrins del clergat amb 90 habitacions; Sant Pere amb capacitat per a cent persones; la casa de Sant Pau, serà el centre cultural missioner amb aules i seminaris, biblioteca, espais d'exposició i sala Aula Magna; la casa de Sant Lluc, que serà un centre social mèdic amb consultes, un centre d'acollida d'emergències, un laboratori analític i un centre de cures intensives i un centre d'allotjament residencial per a gent gran i malalt. La casa de Sant Andreu, la casa de Sant Pere, la casa de Sant Pau i la casa de Sant Lluc tindran cadascun 1.755 metres quadrats.
L'esplanada de la catedral es troba a sobre de la galeria subterrània anomenada cova de Sant Andreu i implícitament té la mateixa superfície de 15.581 metres quadrats. Un dels pòrtics inclou el pangar de la catedral i l'altre pòrtic inclou el lloc on es cremen les espelmes. Cada pòrtic té 1.116 metres quadrats. Darrere de la catedral de l'esquerra, hi haurà un parc de cinc hectàrees, on s'ordenarà un monument dedicat a l'Ascensió de Crist. Part de la terra excavada a la base de la catedral s'utilitzarà per a aquest monument.

### Galeries subterrànies
La catedral té dues grans galeries subterrànies. A la capella subterrània, un total de 5.000 persones poden assistir simultàniament a la Santa Missa, i a la gran galeria polivalent situada a l'esplanada de la catedral anomenada Galeria de Sant Andreu, té capacitat per a més de 10.000 persones. La capella subterrània té dos nivells, que es connecten amb la sala principal per columnes, arcs i escales, i té 7.200 metres quadrats amb 126 metres per 63 metres. La sala de la capella té onze metres d'alçada i la mateixa mida (horitzontalment) que la sala principal de la catedral, excepte que no té zona d'absis. Amb annexos, la capella subterrània té 13.668 metres quadrats, amb 155 metres per 92 metres. La galeries de Sant Andreu té 15.581 metres quadrats (incloses les dependències o annexes) amb 143 metres per 118 metres. Si una persona recorre tota la galeria subterrània de la catedral d'oest a est, ha de caminar 300 metres en línia recta. Les dues grans galeries subterrànies juntes tenen uns 30.000 metres quadrats. Les galeries es divideixen en: espais que inclouen una sala principal, altres sales i sales d'actes; una botiga d'icones i roba religiosa; un taller (per exemple, fusteria, tapisseria i metal·lúrgia); un museu, galeria-exposició, botiga de premsa litúrgica; així com magatzems, un refectori, objectes religiosos/sacramentals i habitacions per als empleats.
Inicialment, en lloc de la sala subterrània de la galeria de St. Andreu, hi havia previst un aparcament. Però això s'estava convertint en un inconvenient per a la capella subterrània, a causa de les emissions dels cotxes, el pla es va abandonar. Així, l'aparcament s'ordenarà a la part esquerra del pati des de l'oest. La galeria de la cova de Sant Andreu acollirà el Museu del Cristianisme Romanès. Sota la capella de la catedral, a una profunditat de 16 metres, només es disposaran espais tècnics per a instal·lacions. També a aquest nivell, s'organitzaran 42 criptes per als patriarques de Romania i quatre búnquers atòmics.
La capella tindrà un programa litúrgic per al monestir (diari). Els oficis litúrgics a la catedral se celebraran els diumenges i els dies festius importants. El sant altar de la capella està dedicat a Sant Joan Jaume el Chozebita i a Daniil Sihastru, perquè tots dos van viure una part de la seva vida a la cova. Sant Joan Jaume el Chozebita (Osevita) es va fer monjo al monestir de Neamt i poc després de la seva conversió es va traslladar a Terra Santa on va viure a prop del riu Jordà, a prop de Jericó. Cap al final de la seva vida, vivia al desert de Choziba al monestir de Sant Jordi. El 1992 va ser declarat sant pel patriarcat ortodox romanès i el 2016 va ser reconegut oficialment pel patriarcat ortodox grec de Jerusalem. L'Església celebra la seva festa el 5 d'agost. Daniil Sihastrul (o Daniel l'hesicasta) va ser un guia espiritual ortodoxa romanesa de renom, ermità, hegúmeno de Monestir Voronet i assessor (romanès: duhovnic) d'Esteve el Gran. Va animar Esteve el Gran a lluitar per la defensa de la cristiandat i a construir llocs sants, després de cada batalla guanyada contra els invasors. Canonitzat per l'església ortodoxa romanesa el 1992, és commemorat el 18 de desembre.

### Campanes
La catedral té la campana de l'església més gran del món que gira lliure, superant la campana de Sant Pere (Petersglocke) de la catedral de Colònia. Amb un pes de 25.190 kg, una xapa de 750 kg, un diàmetre de 3.355 mm, una alçada de 3.130 mm, gruix de 273 mm, la campana es va llançar l'11 de novembre de 2016 a Innsbruck per Grassmayr i es va elevar a 65 metres. El temps de càsting va ser de 9 minuts i 23 segons. La campana està formada per un 78% de coure i un 22% d'estany, amb un 99,99% de puresa i té un ritme molt baix C3 (ca) - C 0 (de) - Do2 (ro) amb 130,8 Hz La catedral té 6 campanes. El so de la gran campana se sent del 15 al 20 km. Les cinc campanes tenen les següents característiques: C ¹ -Do3, Ø 1.695 mm, 3.296 kg; E 1- Mi3, Ø 1.361 mm, 1.685 kg; G ¹ -Sol3, Ø 1.127 mm, 933 kg; A ¹ -La3, Ø 1.033 mm, 709 kg; C ² -Do4, Ø 875 mm, 430 kg El pes total de les 6 campanes és de 32.243 kg
Un equip de 25 experts d'Itàlia, Alemanya, Àustria, Croàcia i Romania van treballar en la gran campana de la Catedral de la Salvació del Poble. El líder de l'equip era el campanòleg italià Flavio Zambotto. Flavio Zambotto va dir sobre la campana: "La col·laboració per a la campana de la catedral de Bucarest és el meu major èxit professional. Per a aquesta campana, l'equip va treballar 8 mesos. La campana està feta dels aliatges de primera qualitat, amb els més alts estàndards. El treball es va fer amb els mínims detalls i, amb una puresa del 99,99%, la tolerància acústica és del 0%. Vaig tenir l'honor de treballar en algunes campanes famoses i cada campana és com un fill per a mi. Però la campana de la catedral de Bucarest és magnífica, entre les millors del món. Tots els paràmetres acústics són superlatius. El so és sobri, molt fort, llarg i et marca ".
El so de la gran campana de la Catedral de la Salvació del Poble de Bucarest va ser triat especialment pel so de la famosa campana Pummerin a la catedral de Sant Esteve de Viena. A diferència de Pummerin, el so és més baix, més fort i més llarg. La campana gran només sonarà els dies nacionals declarats i els dies festius importants. El so de les 6 campanes abasta dues octaves completes.

## Crítica
Sovint als mitjans de comunicació nacionals, els crítics associen la Catedral de la Salvació del Poble i el Palau del Parlament, els dos colossos de la capital de Romania que comparteixen el mateix pati. Com a església ortodoxa més gran del món, al costat del segon edifici administratiu més pesat del món, el diari francès Le Figaro la va anomenar "un projecte faraònic", "digne de la megalomania" de Nicolae Ceaușescu. Un diari romanès va dir que la Catedral de la Salvació del Poble serà l'edifici més car construït al país després de la Revolució Romanesa de 1989. Un altre diari romanès va dir que els polítics del govern romanès depenen del suport del patriarcat romanès en la campanya electoral i calcula que quan la catedral estigui completada, el valor de la catedral al mercat immobiliari superarà els 1.000 milions d'euros. Un periodista romanès va qualificar la catedral de "centre comercial de Déu".
La resposta de l'Església Ortodoxa Romanesa a aquestes crítiques va ser que la nova catedral no imitarà els edificis gegantins de l'època comunista, sinó que "els corregirà, mitjançant un volum digne i harmoniós". La presència de la catedral a la zona amb el Parlament Romanès, el Ministeri de Defensa Nacional i l'Acadèmia Romanesa, es veu com un diàleg i una necessitat en benefici de la pàtria nacional.

## Dades històriques

### Consagració
El 23 de novembre de 2018 el Patriarca Bartomeu I va arribar a Romania per dirigir la consagració de la catedral de la salvació del poble que estava prevista el diumenge 25 de novembre; el patriarca ecumènic va ser rebut oficialment pel patriarca Daniel de Romania. En el seu discurs de benvinguda, el patriarca Daniel va parlar de la "connexió espiritual entre el patriarcat ecumènic, la mare-església i l'església ortodoxa romanesa, la filla-església"
El 24 de novembre, a la Residència Patriarcal de Bucarest, durant una reunió del Sínode de l'Església Ortodoxa Romanesa, el Patriarca Daniel de Romania va pronunciar un discurs al Patriarca Ecumènic, agraint-li la seva col·laboració amb l'Església Ortodoxa Romanesa i el patriarcat ecumènic. Durant la mateixa reunió, el patriarca ecumènic va pronunciar un discurs al sínode ortodox romanès afirmant que estava "segur que l'Església ortodoxa romanesa participarà en la preservació de la unitat i la justícia de l'església".
El diumenge 25 de novembre, el patriarca ecumènic amb el patriarca Daniel de Romania i el metropolità Chrysostomos de Patras van consagrar junts la catedral de salvació del poble amb mirra i aigua beneïda. En el gran esdeveniment, la consagració es va celebrar en presència de 60 bisbes per part de Romania i altres països ortodoxos, juntament amb 40 hegòmens i protopopos, amb motiu del Centenari de Romania.
El patriarca ecumènic va presidir la primera missa de la catedral de salvació del poble romanès. Tant el patriarca ecumènic Bartomeu I com el patriarca Daniel de Romania van dirigir el servei eclesiàstic aquest dia; va ser el primer servei de l'església a la catedral. Durant la seva homilia a la catedral, el patriarca ecumènic Bartomeu va dir que estava "connectat" amb el patriarca Daniel de Romania amb la seva "vella amistat personal, pura i sincerament provada, però també amb l'amor fraternal i inamovible en Crist i la bona comprensió". El 26 de novembre, el patriarca Bartomeu va tornar a Istanbul. Milers de persones es van desplaçar d'arreu del país per presenciar la consagració, independentment del clima fred i dels temps d'espera per tenir l'oportunitat d'entrar a la catedral. Tot i que van recórrer centenars de quilòmetres per participar en la consagració de la catedral nacional, la catedral se'ls va aparèixer com una xemeneia envoltada de boira, que havien de mirar de lluny, enfilant-se tanques i envoltades de gendarmes.

El document de consagració

El patriarca ecumènic i el patriarca Daniel van signar el document de consagració.
La presència del patriarca Bartomeu i l'absència del patriarca Kiril de Moscou a la inauguració de la catedral "sembla suggerir que Romania està al costat de Constantinoble en la disputa". A les preguntes: "El patriarca Kiril a Romania arribarà a la santificació del quadre?" i "Com afectarà la presència de Sa Santedat Bartolomeu I a la relació entre el ROC [Església Ortodoxa Romanesa] i el Patriarcat Rus [Església Ortodoxa Russa]?", el portaveu del Patriarcat Romanès Vasile Bănescu respondre: "Estic absolutament convençut que el patriarca Kiril tornarà a Romania amb motiu de la santificació del quadre i no es retirarà perquè el ROC va tenir la saviesa de demanar un diàleg per curar la ferida d'aquesta separació entre el patriarcat de Constantinoble i el patriarcat de Moscou i tot Rússia. [... ] Esperem que aquesta relació, actualment interrompuda, es reprengui. El patriarcat romanès té una relació natural amb el patriarcat de Moscou i no hi ha tensions en aquest moment "

### Papa Francesc
El 31 de maig de 2019, el papa Francesc va arribar a Romania visitant la catedral el mateix dia. El papa Francesc va expressar la seva esperança que "Romania pugui ser sempre la llar de tots, un lloc de trobada, un jardí on florir la reconciliació i la comunió". El Papa ha destacat la fraternitat i la comunió entre tots els que van resar al mateix Pare Celestial. Va dir: “Cada cop que preguem, demanem que ens perdonin els nostres pecats i deutes. Això requereix valentia, perquè vol dir que hem de perdonar els errors dels altres, els deures que els altres han fet en el nostre respecte. Hem de trobar la força. perdonem el cor del nostre germà o germana (Mt 18,35), com tu, Pare, perdonem els nostres pecats: deixem enrere el passat i, junts, abracem el present, no cedim a la por, no ens deixem. veure l'obertura com una amenaça, per agafar la força per perdonar i seguir endavant, i el coratge de no conformar-nos amb una vida tranquil·la, sinó de continuar mirant amb transparència i sinceritat els rostres dels nostres germans i germanes.... Vinc com un pelegrí desitjós de veure el rostre del Senyor als rostres dels meus germans".